# Match de football américain Cumberland - Georgia Tech
Le match de football américain Cumberland - Georgia Tech est une rencontre qui s'est disputée le 7 octobre 1916 au Grant Field (désormais Bobby Dodd Stadium) d'Atlanta.
La rencontre reste comme l'un des matchs les plus déséquilibré de l'histoire du football américain universitaire aux États-Unis, avec l'équipe du Georgia Institute of Technology gagnant sur l'équipe de l'université Cumberland 222 à 0.